# Hennike Grubendal af Westah
Hennike Grubendal af Westah (omkring 1400).
Han var søn af lensmand på Søborg Henneke Grubendal (død 1361) og Cecilie Jensdatter i Gunderslev (nævnt 1412), og sad på Ålebækgård på Møn omkring 1400. Westah refererer til Vestud syd for Borre på Møn.
Han var bror til lensmand og rigsråd Claus Grubendal, far til Eggert Grubendal af Westah (død 1434) og farfar til Hennike Grubendal til Skøringe på Falster.